# Шутка
Шу́тка (рос. Шутка) — селище у складі Далматовського району Курганської області, Росія. Входить до складу Верхньоярської сільської ради.
Населення — 7 осіб (2010, 10 у 2002).
Національний склад станом на 2002 рік: росіяни — 90 %.